# Apollo/Domain

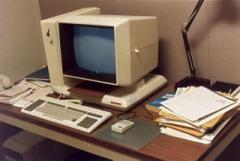
DN330

Apollo/Domain（アポロドメイン）は、アポロコンピュータ社が1980年から1989年にかけて開発・販売したワークステーションである。モトローラ社の68000シリーズを採用した機種が主であったが、PRISMというRISCプロセッサを採用したDN10000という機種もあった。オペレーティングシステムとしては独自のAEGISを使用していたが、後に再設計されDomain/OSとなった。